# Nuoto pinnato ai Giochi mondiali 2022 - 50 m apnea femminile
La gara dei 50 m apnea femminile di nuoto pinnato ai Giochi mondiali 2022 si è svolta l'8 luglio 2022 a Birmingham. Il programma non prevedeva turni preliminari ma solamente la finale.

## Risultati
| Pos | Atleta         | Nazione       | Tempo |
| --- | -------------- | ------------- | ----- |
|     | Hu Yaoyao      | Cina          | 15.75 |
|     | Shu Chengjing  | Cina          | 15.90 |
|     | Paula Aguirre  | Colombia      | 16.27 |
| 4   | Seo Ui-jin     | Corea del Sud | 16.29 |
| 5   | Maiwenn Hamon  | Francia       | 16.53 |
| 6   | Dora Bassi     | Croazia       | 16.54 |
| 7   | Maelle Lecoeur | Francia       | 16.76 |
| 8   | Jang Ye-sol    | Corea del Sud | 17.43 |